# Valli Cupe
La Riserva Naturale di Valli Cupe è un'importante area naturalistica della Calabria, segnatamente della Pre-Sila catanzarese (bordo meridionale della Sila Piccola), a un salto dal Monte Gariglione e con baricentro la città di Sersale.  L'area protetta è costituita da tre corpi: Gole Valli Cupe-Monte Raga, Crocchio e Campanaro. I primi due corpi sono nel comune di Sersale, il terzo Campanaro, è compreso tra il territorio di Sersale, Zagarise e Cerva. La particolarità dell'area è legata alla presenza di cascate, gole, alberi secolari, rarità botaniche e monoliti. Insiste nell'area, collegata alle attività della Riserva, una rete museale. L'area è affascinante e rappresenta un modello di sviluppo endogeno, al punto che secondo Legambiente è una delle più interessanti comunità ambientaliste del Mezzogiorno. I servizi sono gestiti dal Cit, il Centro di informazione turistica della Pro Loco di Sersale.

## Storia
Fin dall'800 d.C., esistevano vari sentieri nella parte alta dell'area dell'attuale borgo di Sersale che collegavano quattro dei basiliani della Calabria. Tuttavia, la grande Gola, che dà il suo nome alla riserva, era completamente sconosciuta e inaccessibile a causa della sua inaccessibilità e della sua spettacolare natura finché non veniva segnalato e descritto con documentazione fotografica nei lavori di rilevamento geologico di van Dijk (1985, 1992)
Fin dall'800 d.C., esistevano vari sentieri nella parte alta dell'area dell'attuale borgo di Sersale che collegavano quattro dei monaci basiliani della Calabria. Tuttavia, la grande Gola, che dà il suo nome alla riserva, era completamente sconosciuta e inaccessibile a causa della sua natura spettacolare e della sua difficoltà di accesso 
.
È stata segnalata grazie ai lavori di rilevamento geologico di van Dijk (1985, 1992), che fu il primo a visitare (nel 1984) e descrivere la gola, con documentazione fotografica

.
La Riserva Naturale Regionale delle Valli Cupe è stata istituita con legge regionale del 21 dicembre 2016. Successivamente, con la Legge regionale 25 novembre 2019, n. 45, è stata apportata una modifica all'articolo 6 della legge regionale n. 41/2016, affidando la gestione della Riserva a Legambiente Calabria Aps
. 
Il primo Direttore della Riserva era il botanico Dott. Carmine Lupia, mentre attualmente l'incarico di Direttore è ricoperto dall'ingegnere ambientale Antonio Falcone
.

## Morfologia e Geologia
La particolare configurazione morfologica della Riserva Naturale delle Valli Cupe, alla base della sua bellezza, consiste nell'esistenza di un insieme di rocce molto friabili e rocce ben cementate, in un contesto di sollevamento rapido della Pre-Sila durante le ultime fasi geologiche.
Il fenomeno morfologico più interessante è la vasta gola presente alla fine (a valle) del lungo percorso del fiume, che dà accesso a una vasta valle situata sotto il Monte Raga. Questa configurazione è dovuta a un contatto geologico di natura tettonica (una faglia ad alto angolo che affiora in diverse località nell'area della Gola), che mette in contrapposizione terreni sedimentari dell’Oligocene-Miocene inferiore molto consistenti (brecce e conglomerati cementati della Formazione di Sersale), con delle formazioni rocciose granitoidi Paleozoiche molto più fragili (l'Unità di Monte Raga). Questo ha creato un ripido salto nella morfologia, con un alto muro di roccia che si affaccia sulla valle presente a sud, prima di risalire verso il Monte Raga.
Entrambe queste unità geologiche fanno parte di un complesso tettonico che si è formato durante varie fasi geologici, l'ultima delle quali è legata alla subduzione della crosta del Mar Ionio sotto la crosta del Tirreno e dell'Arco Calabro. I graniti di Monte Raga fanno parte del complesso della "falda cristallina", che faceva parte di un antico continente chiamato "AlKaPeCa", originariamente collegato ed attaccato alla Sardegna, mentre i conglomerati e le brecce della Formazione di Sersale si sono depositati durante il Miocene inferiore lungo il bordo meridionale di tale continente, ormai scomparso. Durante il movimento verso sud-est del blocco Calabro, dovuto alla subduzione dell'antica crosta del Mar Ionio al di sotto dell'arco, e con l'apertura del Mar Tirreno, i conglomerati e i graniti si sono deformati lungo delle faglie, creando dei contatti tettonici tra di loro. Durante il Pleistocene, la Sila Piccola si è sollevata rapidamente insieme agli altri massicci della Calabria, e il fiume delle Valli Cupe ha scavato una gola ripida nei terreni consistenti e una valle più ampia nei terreni granitici erosi. Questo ha creato la particolare configurazione della Gola di Valli Cupe

## Flora e Fauna
La riserva delle Valli Cupe possiede una ricchezza di boschi e una flora autoctona di notevole valore scientifico, specialmente per la sua biodiversità. Sono presenti tre principali fasce fitoclimatiche identificabili in Calabria: il Lauretum (con le sottozone calda e fredda), il Castanetum e il Fagetum.
.
Esempi di specie particolari presenti nella riserva includono la Woodwardia radicans (un fossile vivente di origine tropicale), la Pteride di Creta (un'altra specie di felce relittuale dell'antica flora tropicale), la Felcetta lanosa (un unicum per il sud d'Italia) e l'Osmunda regalis (una felce di origine oceanica). Attualmente (2023) è in corso un censimento completo della ricca fauna della riserva..